# Max Sprauel
Maxime Sprauel (24 gennaio 1990) è un giocatore di football americano francese, che gioca come quarterback per i Black Panthers de Thonon.
Dopo aver giocato per le giovanili dei Black Panthers de Thonon passa in prima squadra con gli stessi e rimane nella squadra per tutta la sua carriera (eccetto nel 2010, quando gioca per una squadra universitaria canadese).

## Palmarès
- 4 Casque de Diamant (Black Panthers de Thonon: 2013, 2014, 2019, 2023)